# Instituto de Ciencias Agropecuarias (UAEH)
El Instituto de Ciencias Agropecuarias (ICAp),  es un instituto de educación superior y uno de los seis institutos en los que se encuentra dividido la Universidad Autónoma del Estado de Hidalgo (UAEH). Se encuentra ubicado en los límites municipales de Tulancingo de Bravo y Santiago Tulantepec de Lugo Guerrero, en el estado de Hidalgo, México.

## Historia
El 24 de febrero de 1961, la XLIII Legislatura del Congreso de Hidalgo, promulgó el decreto número 23, que creaba la Universidad Autónoma del Estado de Hidalgo (UAEH). La ceremonia de instauración se efectuó en el Salón de Actos Ingeniero Baltasar Muñoz Lumbier del Edificio Central, el 3 de marzo de 1961. En agosto de 1986 la Secretaría de Agricultura y Recursos Hidráulicos donó a la UAEH, el campo de Fomento Ganadero con una extensión de 78 ha, ubicado en la antigua Hacienda de Aquetzalpa en los linderos de la ciudad de Tulancingo.
Posteriormente, el Honorable Consejo Universitario aprobó la creación del ICAp y la Licenciatura en Ingeniero Agroindustrial, el 10 de diciembre de 1986. Iniciando las actividades el 18 de enero de 1987. El 14 de diciembre de 1999,  se aprueba el programa educativo de Ingeniería Forestal, iniciando actividades en julio de 2000. En diciembre de 2001 se aprueba el programa educativo de Ingeniería en Alimentos, iniciando actividades en julio de 2002. La licenciatura de Medicina Veterinaria y Zootecnia, fue creada el 4 de diciembre de 2003.
La aprobación del programa educativo de Ingeniería en Agronegocios, se realizó el 10 de julio del 2009, iniciando actividades en septiembre del mismo año. El 30 de junio de 2016 se aprueba el programa educativo de la Licenciatura en Alimentación Sustentable.

## Directores
- Juan José Aguilar Lugo Marino (1987-1992)
- José Juan Domínguez Tapia (1992-1994)
- Juan José Aguilar Lugo Marino (1994-2002)
- Albino Ahumada Medina (2002-2003)
- Carlos César Maycotte Morales (2003-2011)
- Otilio Arturo Acevedo Sandoval (2011-2017)
- Miguel Ángel Miguez Escorcia (2017-2020)

## Oferta académica

### Área Académica de Ingeniería Agroindustrial e Ingeniería en Alimentos
- Ingeniería Agroindustrial
- Licenciatura en Alimentación Sustentable
- Ingeniería en Alimentos
- Maestría en Ciencias de los Alimentos

### Área Académica de Medicina Veterinaria y Zootecnia
- Licenciatura en Medicina Veterinaria y Zootecnia

### Área Académica de Ciencias Agrícolas y Forestales
- Ingeniería en Biotecnología
- Ingeniería en Agronegocios
- Ingeniería Forestal
- Ingeniería en Agronomía para la Producción Sustentable
- Maestría en Ciencias y Tecnología Agrícola y Forestal Sustentable
- Doctorado en Ciencias Agropecuarias

## Centros de investigación
- Centro de investigaciones en Ciencia y Tecnología en Alimentos (CICyTA)

## Infraestructura
El ICAp, con 10 módulos en los que tiene 12 aulas cada uno, 6 talleres, 3 laboratorios, 1 biblioteca, 1 aula de cómputo, cafetería y estacionamiento. Los inmuebles del instituto tienen tres etapas significativas. En la primera encontramos edificios construidos en estructura U1-C y U2-C, características de las construcciones de la extinta CAPFCE: estructuras de concreto, acero y muros con acabados aparentes y otros con aplanados, las cubiertas inclinadas a dos aguas, y los módulos integrados entre plazas y jardines. Una segunda etapa incorpora edificios diseñados en la década de los noventa, con espacios y volumetrías llamativas que dieron. Por último, la tercera etapa, generada en el marco estratégico del Plan Universitario de Construcciones, comprende un complejo integral desarrollado en dos edificios, en un esquema que vincula espacios, formas y líneas curvas para el edificio de tres niveles de aulas y laboratorios del área de Veterinaria.